# フウロソウ科

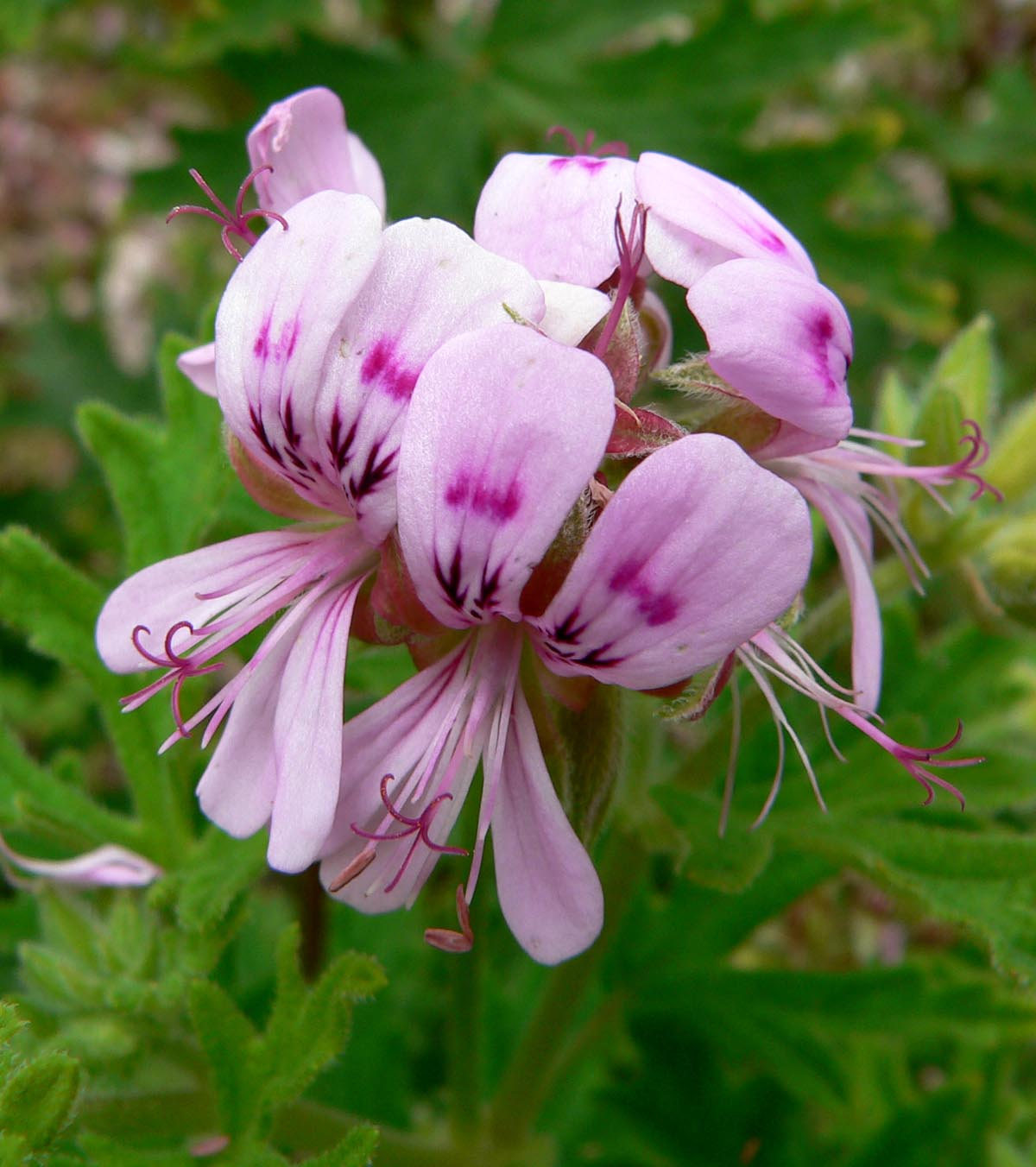
ニオイテンジクアオイ
Pelargonium graveolens

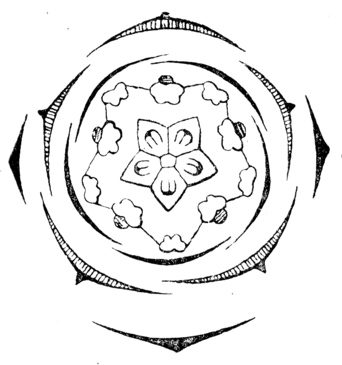
花式図

フウロソウ科（フウロソウか、Geraniaceae）は被子植物の科のひとつ。観賞用に栽培する、いわゆる「ゼラニウム（Geranium）」を含むが、これは現在フウロソウ属（Geranium）とは別のテンジクアオイ属（ペラルゴニウム属 Pelargonium）に分類されている。
約800種を含み、クロンキスト体系の分類では11属ほどに分ける。草本または低木で、温帯と亜熱帯を中心として、世界に広く分布する。
葉は切れ込みのある単葉または複葉で、托葉がある。花は5数性、放射相称または左右相称の両性花で、虫媒花で目立つものが多い。がく（合生）と花弁（離生）は5枚、雄蕊は多くの種で10本。雌蕊は5個（一部の種では3個）の心皮からなり、子房上位。花柱は果実にくちばし状に宿存する。果実は分果で、5（または3）裂する。
フウロソウ属が特に多く（約430種）、日本にはフウロソウ属のみ10数種が自生する。テンジクアオイ属はケープ植物区（南アフリカ）に集中して多様化している。Sarcocaulon属は多肉化している。

## 分類
APG植物分類体系では、一部の属をLedocarpaceae、Vivianiaceae、Dirachmaceae、Biebersteiniaceaeの各科として分けている。アンデス山脈付近に分布するHypseocharis属も、かつてはカタバミ科に分類されていたが、現在はフウロソウ科に近縁とされ、APG分類体系ではフウロソウ科または独立のHypseocharitaceae科とする。
従来（クロンキスト体系）のフウロソウ科の属を以下に示す。APG分類体系では一部の属を別の科としている。
- Geraniaceae（APG分類体系）：
  - Erodium
  - Geranium フウロソウ属
  - Monsonia
  - Pelargonium テンジクアオイ属
  - Sarcocaulon
  - Rhynchotheca
  - （Hypseocharis：従来はカタバミ科）
- Ledocarpaceae：
  - Balbisia
  - Wendtia
- Vivianiaceae：
  - Viviania
- Dirachmaceae：
  - Dirachma
- Biebersteiniaceae：
  - Biebersteinia